# Jonathan Livernois
Jonathan Livernois, né en 1982 à Saint-Constant, est un écrivain, essayiste et professeur d'université québécois.

## Biographie
Jonathan Livernois est né à Saint-Constant, sur la Rive-Sud de Montréal. 
Il a effectué ses études doctorales à l'Université McGill sous la direction d'Yvan Lamonde. Sa thèse porte sur l'oeuvre de Pierre Vadeboncoeur.
Depuis 2014, il est professeur titulaire au Département de littérature, théâtre et cinéma de l'Université Laval,. Il s'intéresse, entre autres, à l'histoire littéraire et intellectuelle des XIXe et XXe siècles québécois, au processus d'autonomisation de la littérature et à l'utilisation de la littérature chez certains politiciens québécois.
Il collabore au quotidien Le Devoir et est chroniqueur historique à Radio-Canada,.

## Œuvres
- Un moderne à rebours : biographie intellectuelle et artistique de Pierre Vadeboncoeur, Québec, Presses de l'Université Laval, 2012, 355 p.  (ISBN 978-2-7637-9767-0).
- Papineau : erreur sur la personne, avec Yvan Lamonde et Jonathan Livernois, Montréal, Boréal, 2012, 201 p.  (ISBN 9782764621998).
- Les Affluents partagés : à propos de l'œuvre d'Yvan Lamonde, Québec, Les Presses de l'Université Laval, 2013, 225 p.  (ISBN 9782763718514).
- Remettre à demain : essai sur la permanence tranquille au Québec, Montréal, Boréal, 2014, 144 p.  (ISBN 9782764623190).
- La route du Pays-Brûlé : archéologie et reconstruction du patriotisme québécois, Montréal, Atelier, coll. « Documents », 2016, 76 p.  (ISBN 9782897591366).
- La révolution dans l'ordre : une histoire du duplessisme, Montréal, Boréal, 2018, 248 p.  (ISBN 9782764625477).
- Entre deux feux : parlementarisme et lettres au Québec (1763-1936), Montréal, Boréal, 2021, 382 p.  (ISBN 9782764626894 et 2764626894).
- Écrire pour gouverner, écrire pour contester, Québec, Presses de l'Université Laval, 2021, 241 p.  (ISBN 9782763754482).
- Godin, Montréal, Lux, coll. « Mémoires des Amériques », 2023, 538 p.  (ISBN 9782898331114).

### Direction d'ouvrages
- Culture québécoise et valeurs universelles, sous la direction de Yvan Lamonde et Jonathan Livernois, Québec, Les Presses de l'Université Laval, coll. « Cultures québécoises », 2010, 451 p.  (ISBN 978-2-7637-8990-3).
- L'urgence de penser : 27 questions à la Charte, sous la direction de Jonathan Livernois et Yvon Rivard, Montréal, Leméac, coll. « Présent Leméac », 2014, 174 p.  (ISBN 9782760912205).
- Dictionnaire des intellectuel.les au Québec, sous la direction de Yvan Lamonde, Marie-Andrée Bergeron, Michel Lacroix et Jonathan Livernois, Montréal, Les Presses de l'Université de Montréal, 2017, 343 p.  (ISBN 9782760637047).
- Une culture de transition : à la recherche de codes de substitution au Québec (1934-1965), sous la direction de Yvan Lamonde et Jonathan Livernois, Québec, Codicille éditeur, coll. « Prégnance », 2018, 255 p.  (ISBN 9782924446072).

### Collaborations
- Une tradition d'emportement : écrits (1945-1965), par Pierre Vadeboncoeur, avec Yvan Lamonde et Jonathan Livernois, Québec, Les Presses de l'Université Laval, 2007, 179 p.  (ISBN 978-2-7637-8627-8).
- En quelques traits, textes choisis et présentés par Jonathan Livernois, Montréal, Lux éditeur, 2014, 166 p.  (ISBN 9782895961819)
- Les intellectuels au Québec : une brève histoire, avec Yves Lamontagne, Marie-Andrée Bergeron, Michel Lacroix et Jonathan Livernois, Montréal, Del Busso, 2015, 158 p.  (ISBN 9782923792781).
- Le pays qui ne se fait pas : correspondance 1983-2006, Hélène Pelletier-Baillargeon et Pierre Vadeboncoeur, édition préparée par Marie-Andrée Beaudet et Jonathan Livernois, avec la collaboration de François Ricard, Montréal, Boréal, 2018, 301 p.  (ISBN 9782764625545).
- La Lanterne : l'ennemi instinctif des sottises, des ridicules, des vices et des défauts des hommes, par Arthur Buies, édition présentée et annotée par Jonathan Livernois et Jean-François Nadeau, Montréal, Lux éditeur, 2018, 193 p.  (ISBN 9782895962762).
- Ton métier, le mien, le Québec : fragments de correspondance amoureuse et politique, 1962-1993, par Pauline Julien, choix des lettres et notes par Emmanuelle Germain et Jonathan Livernois, Montréal, Leméac, 2019, 150 p.  (ISBN 9782760910386).

## Prix et honneurs
- 2022 : lauréat du Prix Québec[6]